# Maranao
Els maranaos són un poble musulmà de les Filipines que viuen a l'illa de Mindanao. Estan emparentats amb els iranuns i amb els maguindanaos, i la llengua dels tres grups és similar i estan classificades dins el grup anomenat llengües danao. El nom de maranao vol dir "poble del llac", per viure a la vora del llac Lanao. Són al tomb d'un milió dos-cents mil (però només 800.000 parlen la llengua pròpia) i viuen principalment a les províncies de Lanao del Nord i Lanao del Sud.
Foren governats per un sultà que encara conserva un poder tradicional. Tenen elements originats en àrabs i xinesos, però essencialment són descendents de malais.
De la seva cultura destaca la seva alta consideració per la vida i els valors humans. Han conservat les seves tradicions especialment en els actes com el matrimoni, cerimònies religioses i enterraments.